# Vikarvet

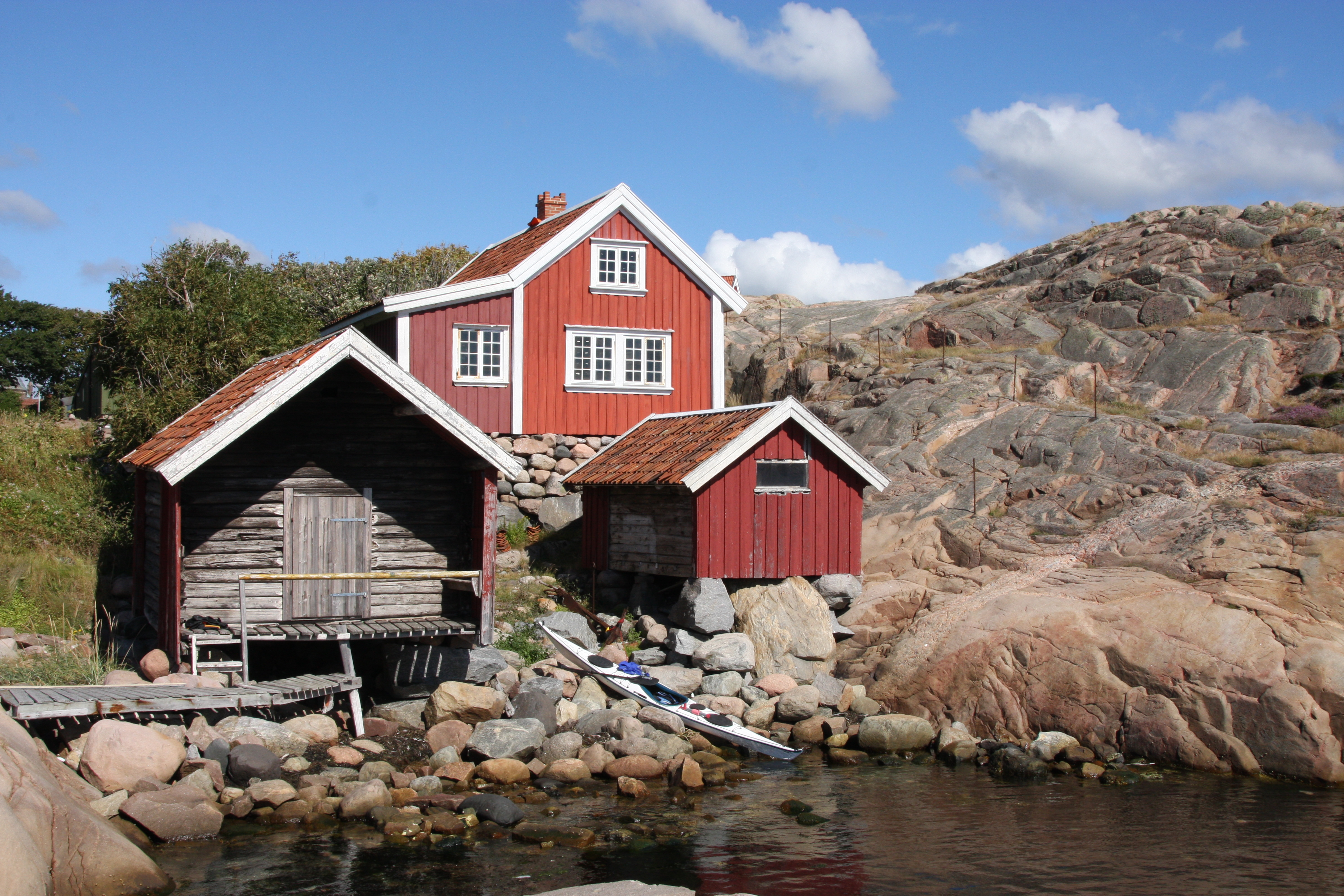
Fiskebäckskilsstugan och sjöbodarna

Vikarvet, ett kulturhistoriskt sällskap, (före 2009 Bohuslänska kulturhistoriska sällskapet Vikarvet) är en obunden ideell förening verksam inom främst bohuslänsk historia och kulturhistoria. 

## Historia och verksamhet
Sällskapet bildades den 14 augusti 1915 på Tryggön i Askums socken vid Ramsvikslandet i Sotenäs kommun. De närvarande vid bildandet var författaren Fredrik Nycander, grosshandlaren James  Andersson, professor Sune  Lindqvist, grosshandlanden  James  Svensson, konsul Axel Christensson och fiskexportören Job Leander. Till sällskapets förste styresman utsågs Fredrik Nycander.
Vikarvets Bohusmuseum finns sedan 1972 i en då färdigställd byggnad på Turistgatan 17 i Lysekil. Arkitekt var Stig H Lundgren och för byggnationen svarade Gösta Hogander Byggnads AB. Museet presenterar större utställningar om stenhuggeri, konservindustri och havsforskning, samt en mängd mindre utställningar i olika ämnen. Fartygsmodeller av alla de slag är väl representerade i museet.
Sommaren 2015 firade Vikarvet sitt 100-årsjubileum.
På Vikarvets område vid Torneviken i Lysekil finns ett antal äldre hus. En större stuga från 1700-talet flyttades 1908 till platsen från Fiskebäckskil för att tillsammans med två sjöbodar från Gamlestan i Lysekil bilda Lysekils Fornhem. 
År 1928 placerades en mindre loftstuga från Rågårdsvik på området och 1938 lades Frifararen, en fiskebåt byggd 1890 i Söbben på Orust, upp vid stranden.
Vikarvet sålde 2017 ett före detta fyrhus, beläget på Stångehuvud till Carl och Calla Curmans stiftelse. Det byggdes 1890 och såldes till Vikarvet 1941.
Lysekils sista väderkvarn ägs sedan 1918 av Vikarvet. Den uppfördes 1835 och ligger ovanför Gamlestan. Under 2019 renoverades kvarnen och återinvigdes i september 2019. Kvarnen fick Lysekils byggnadspris för 2019 för denna renovering.  
Vikarvet ger ut en årsbok sedan 1916.

## Vikarvets styresmän
- 1915-1928 Fredrik Nycander
- 1928-1945 James Svensson
- 1945-1950 Fritz Lüsch
- 1950-1951 Gideon Saemund
- 1951-1957 A. W. Christensson
- 1957-1965 Arvid R. Molander
- 1965-1967 Nils W. Granqvist
- 1967-1986 Knut Hansson
- 1986-1989 Harald Torgestam
- 1989-2004 Märta Molander Swedmark
- 2004-2011 Jan Thulin
- 2011-2014 Monika Rudbeck Brohed
- 2014-2015 Olle Fjordgren
- 2016-2016 Gunnar Malm
- 2017-     Birgitta Patriksson